# Пиренейский мастиф
Пиренейский мастиф (исп. Mastín del Pirineo) — порода собак, выведенная в Испании. Крупная собака молоссоидного типа. Уроженец Арагона. Может использоваться в качестве пастушьей собаки, сторожевой собаки, телохранителя и компаньона.

## История породы
История породы восходит к древним молоссоидам, появившихся на юго-западе Европы вместе с азиатскими торговцами. Изначально пиренейские мастифы использовались в качестве пастушьих собак.
Несмотря на то, что официально стандарт породы был зарегистрирован в Испании в 1946 году, уже в 1890 году на выставке собак в Мадриде были представлены три пиренейских мастифа.
В 1974 году после успешного выступления на выставке пиренейского мастифа по кличке Перро начался «расцвет» породы. В 1977 году в Испании был организован клуб пиренейских мастифов, участники которого занялись разработкой нового стандарта. Большая помощь была оказана президентом Клуба собаководства Арагона Андресом Гарсиа Хайме и Обществом защиты животных и растений Арагона. В 1981 году Королевским обществом собаководства Испании был утверждён новый стандарт породы, признанный Международной кинологической федерацией.

## Внешний вид

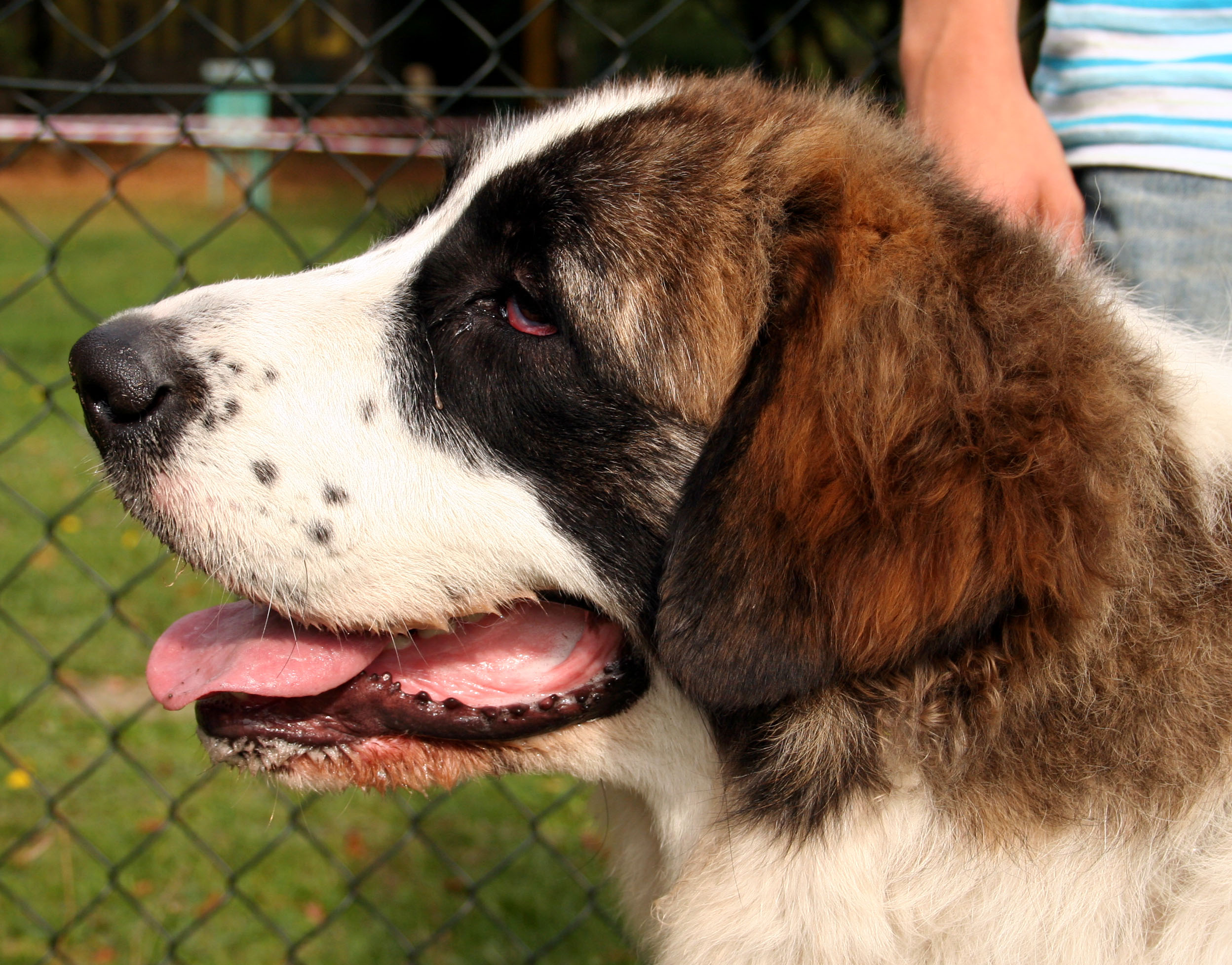

Крупная, мускулистая, гармонично сложенная собака. Тело вписывается в прямоугольник. Голова крупная, средней длины, немного плоская. Морда продолговатая, профиль прямой. Глаза небольшие, миндалевидные, чаще всего тёмно-ореховые. Уши висячие, средних размеров, треугольной формы; высоко поставлены. Хвост мощный, покрыт длинной шерстью.
Шерсть густая, длинная, на ощупь непушистая, щетинистая. Окрас белый. Хороша выражена маска — характерный окрас морды. По всему телу могут присутствовать пятна, цвет которых совпадает с цветом маски.
Минимальная высота в холке кобелей — 77 см, сук — 72 см, однако желательно, чтобы собаки значительно превышали нижний предел и были выше 81 и 75 см соответственно. Вес — от 55 до 80 кг.

## Темперамент, здоровье, содержание и уход
Исключительно надёжная и умная собака. По отношению к другим собакам и к детям ведёт себя благосклонно. Настороженно относится к чужакам. Благодаря своим качествам представители породы стали использоваться в качестве охранников и телохранителей.
Пиренейский мастиф подвержен конъюнктивитам. Обязательна проверка на дисплазию тазобедренных суставов.
Требуется регулярное вычёсывание и длительные прогулки. Ему нужно много места, чтобы побегать, поэтому квартира — не самое подходящее место для проживания этих собак.